# Aneta Langerová

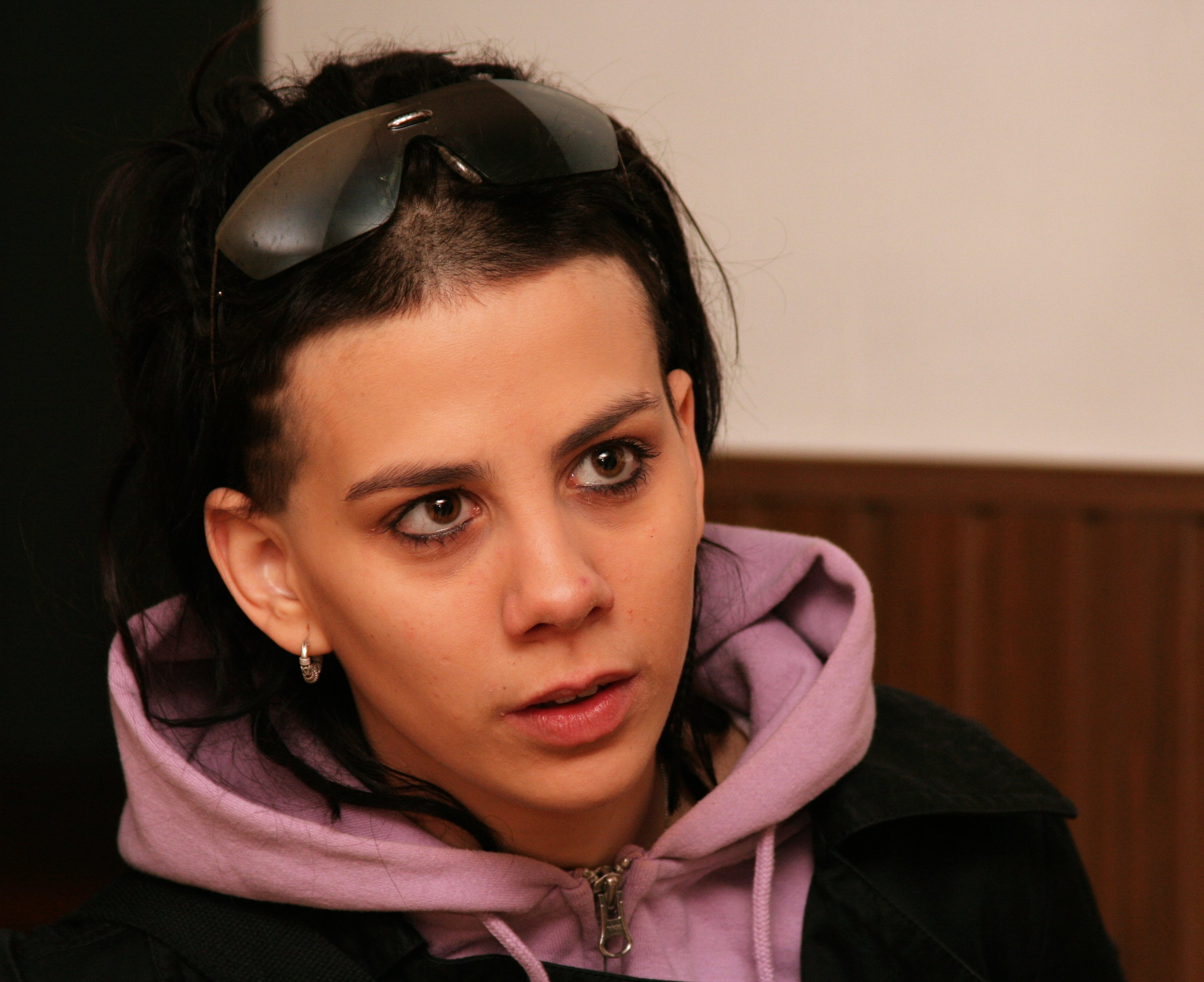
Aneta Langerová

Aneta Langerová (ur. 26 listopada 1986 w Beneszowie) – czeska piosenkarka.
W 2004 wygrała pierwszą czeską edycję Idola (Česko hleda SuperStar). Dwukrotna laureatka (2005 i 2006) ankiety Czeski Słowik (Český slavík)
Wydała dwie płyty Spousta andělů (Pełno aniołów) (2005) oraz Dotyk (2007), jak również single: Hříšná těla křídla motýlí, Voda živá, Srdcotepec i z nowego albumu Malá mořská víla.
W 2006 miała startować w Eurowizji z piosenką Spousta andělů, jednak Czechy wzięły udział w Worldvision.
Jej muzycznym autorytetem jest kanadyjska piosenkarka Alanis Morissette. Aneta Langerová brała udział w koncertach dobroczynnych, np. Světluška Nadace.